# Gabriele Hoerschelmann

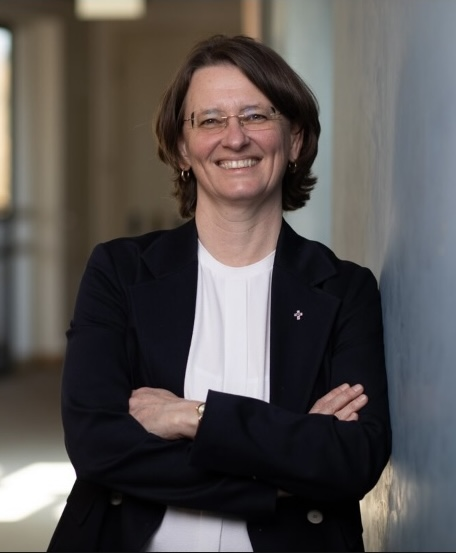
Pfarrerin Dr. Gabriele Hoerschelmann (2023)

Gabriele Hoerschelmann (* 1968 in Erlangen als Gabriele Peetz) ist eine deutsche evangelische Theologin, Pfarrerin und seit 2015 gemeinsam mit Pfarrer Hanns Hoerschelmann Leiterin von Mission EineWelt, dem Centrum für Partnerschaft, Entwicklung und Mission der Evangelisch-Lutherischen Kirche in Bayern (ELKB).

## Leben
Gabriele Hoerschelmann wuchs in der Evangelischen Kirchengemeinde Auferstehungskirche im unterfränkischen Schwebheim auf und machte erste internationale Erfahrungen auf den Internationalen Jugendmissionskonferenzen in Lausanne (1983) und Utrecht (1985).
Sie studierte Evangelische Theologie in Erlangen, Tübingen und Kiel und ist Absolventin der Graduate School des Ökumenischen Instituts Bossey des Ökumenischen Rates der Kirchen in Genf.
Als wissenschaftliche Mitarbeiterin arbeitete sie am Lehrstuhl für Praktische Theologie der Universität Kiel und promovierte 1999 mit der Dissertationsschrift Grenzen überwinden. Das Frauenreferat im Lutherischen Weltbund – Geschichte und Analyse. Gabriele Hoerschelmann war Vikarin in der Kirchengemeinde Seidmannsdorf im Evangelisch-Lutherischen Dekanat Coburg und wurde 2000 in der Evangelisch-Lutherischen Kirche in Bayern (ELKB) ordiniert. Nach einem Auslandsvikariat im Ökumenischen Institut Bossey folgte eine Tätigkeit als Pfarrerin im Schuldienst am Richard-Wagner-Gymnasium in Bayreuth. Sie war von 2004 bis 2015 Hochschuldozentin (Associate Professor) für Praktische Theologie am Lutheran Theological Seminary der Evangelical Lutheran Church of Hong Kong mit den Schwerpunkten Religionspädagogik, Homiletik, Kasualien und Pastoraltheologie. Als Studiendekanin des Seminars lehrte sie als Gastdozentin in Bangkok, Dumaguete, Phnom Penh und Yangon.
In ihrer Position als Direktorin repräsentiert sie Mission EineWelt in Deutschland und im Ausland und ist verantwortlich für die inhaltliche und organisatorische Weiterentwicklung der Organisation.
Gabriele Hoerschelmann ist seit 1993 mit Hanns Hoerschelmann verheiratet und hat zwei erwachsene Kinder.

## Mitgliedschaften
Gabriele Hoerschelmann ist Mitglied der 12. und 13. EKD-Synode und seit 2020 Beisitzerin des Präsidiums der Synode. Sie war von 2016 bis 2020 Mitglied der Kammer für Nachhaltige Entwicklung, seit 2018 Mitglied der Theologischen Kommission der Evangelischen Mission Weltweit und seit 2022 Mitglied der EKD-Kommission für Europafragen.
In der Landessynode der Evangelisch-Lutherischen Kirche in Bayern ist Gabriele Hoerschelmann seit 2020 Mitglied. Seit 2019 ist sie Vorsitzende der Konferenz Dienste und Einrichtungen (KDE) in der Evangelisch-Lutherischen Kirche in Bayern (ELKB) und arbeitete im Kirchenentwicklungsprozess der ELKB „Profil und Konzentration“ mit. Sie gehört den Vorständen der Annette-und-Wolfgang-Döbrich-Stiftung und der Stiftung Weltmission an und war von 2015 bis 2019 Mitglied des Kuratoriums der Augustana-Hochschule Neuendettelsau. Außerdem ist Gabriele Hoerschelmann seit 2015 Mitglied im Ausschuss für Kirchliche Zusammenarbeit in Mission und Dienst des Deutschen Nationalkomitees des Lutherischen Weltbundes. Seit 2022 ist sie Mitglied der Projektleitung „Welt-UN-Ordnung“ für den Deutschen Evangelischen Kirchentag in Nürnberg 2023.